# Casparis
Die Familie de Casparis ist ein altes Bündner Geschlecht aus Latsch und Filisur.

## Geschichte
Die Familie de Casparis ist in zwei Zweige geteilt, die man als eine einzelne Familie sieht.

### Zweig aus Latsch
Der Familienname war ursprünglich Chiaspàr, Caspar, Casper, seit dem 18. Jahrhundert Casparis. Der Name Clo, des deutschen Klaus, ist als Teil des Familiennamens häufig, z. B. "Caspar dil Clo Chiaspar". Die Erhebung zum Adelstand kann in der Zeit nicht präzisiert werden. Johann Anton Casparis der Ältere und Johann Anton Casparis junior waren Nationalräte des Kantons Graubünden.

### Zweig aus Filisur
Amtmann Pol Caspar der Alte zog aus Bergün nach Filisur in der Mitte des 15. Jahrhunderts. Ab 1549 sind seine Nachfahren als Amtmänner in Bergün mit dem Familiennamen Polcaspar zitiert. Paulus Polcaspar (geb. 1640 -- gest. 1706), Haushofmeister von Jean Rodolphe de Tavel, seigneur de Cuarnens, war das erste Mitglied der Familie Polcaspar, das den Namen Casparis benutzte. Er ist deshalb der Stammvater der adeligen Casparis aus Filisur.

## Wappen

### Zweig aus Latsch
In Rot drei silberne Querbalken.

### Zweig aus Filisur
In Rot auf grünem Hügel goldene Gämse.